# Javi Hervás
Javier Hervás Salmoral – noto come Javi Hervás – (Cordova, 9 giugno 1989) è un calciatore spagnolo, centrocampista del Ciudad de Lucena.

## Carriera
Nella stagione 2012-2013 ha giocato 9 partite in Primera División con la maglia del Siviglia.